# Sarah Silvermanová
Sarah Kate Silvermanová (nepřechýleně Silverman; * 1. prosince 1970, Bedford, New Hampshire, USA) je americká komička, scenáristka, herečka a zpěvačka. Ačkoliv většinou vystupuje pod svým jménem Sarah Silvermanová, někdy je uváděna pod svou přezdívkou Big S. (Velké S.). Její satirické komedie jsou věnovány otázkám společenských tabu, kontroverzním otázkám rasismu, sexismu a náboženství.
Poprvé na sebe upozornila jako scenáristka a občasný účastník Saturday Night Live. V současnosti vystupuje v The Sarah Silverman Program, který také produkuje. Tento program byl poprvé vysílán 1. února 2007 na Comedy Central. Svůj program často zakládá na tom, že hraje karikaturu židovsko-americké princezny, zesměšňuje tak náboženský fanatismus a etnické stereotypy tím, že je předvádí ironickým způsobem.
Ve dvojepizodě „Konec budoucnosti“ (1996) seriálu Star Trek: Vesmírná loď Voyager ztvárnila postavu Rain Robinsonové.
V České republice je známa například díky svému klipu na podporu Baracka Obamy, kterým se inspirovali Petr Zelenka, Jiří Mádl a Martha Issová se svým virálním klipem „Přemluv bábu“.